# Al@din
Al@din (gesprochen: Aladin) war ein internetbasierter Informationsdienst der öffentlichen Bibliotheken in den Niederlanden.

## Inhalt
Al@din stand für Fragen aus allen möglichen Fachgebieten zur Verfügung, mit Ausnahme von Fragen bezüglich des Verlängerns von Leihfristen, des Vorbestellens von Büchern oder anderen Materialien. Ebenso wurden weder medizinische Diagnosen gegeben noch juristischer Rat erteilt. Al@din basierte auf dem digitalen Auskunftsdienst QuestionPoint.

## Organisation
Fragen konnten via Webformular oder i-mode gestellt werden. Auf der Webseite konnte auch in der Datenbank gesucht werden, die bereits erteilte Antworten enthält. Al@din antwortete innerhalb von fünf Werktagen per E-Mail.
Die Antworten wurden durch ein landesweites Netzwerk von Bibliothekaren in öffentlichen Bibliotheken gegeben. Dabei wurden u. a. Webseiten, kostenpflichtige Informationsdienste, Bücher, Lexika, Zeitschriftenartikel und andere Quellen zu Rate gezogen.
Al@din war vierstufig aufgebaut. Zunächst sollte bei einer Frage die Datenbank bereits gestellter und beantworteter Fragen zu Rate gezogen werden. Die Datenbank wurde ständig aktualisiert. Wenn es sich um eine Frage handelte, die bisher noch nicht beantwortet wurde, wurde sie an die nächstgelegene Bibliothek weitergeleitet. Fragen, die ein Spezialwissen zur Beantwortung benötigten, wurden an Bibliothekare mit entsprechenden Kenntnissen weitergegeben. In der letzten Stufe wurden auch externe Fachleute zu Rate gezogen. Dazu arbeitete Al@din u. a. mit dem naturhistorischen Museum Naturalis (Leiden), dem Königlichen Tropeninstitut, der Universität Amsterdam und der niederländischen Hör- und Braille-Bibliothek zusammen.
Im ersten Jahr des Betriebes (November 2003 – Oktober 2004) beantwortete Al@din rund 130.000 Fragen (Quelle: Pressemitteilung des Verbands der öffentlichen Bibliotheken).

## Chat
Im Herbst 2006 wurde Al@din versuchsweise um eine Chatfunktion erweitert, in der Fragen direkt beantwortet werden sollten.

## Ende des Projekts
2010 wurde Al@din eingestellt. Das Nachfolgeprojekt hieß ibi, das dann 2012 ebenfalls beendet wurde.